# 劉洋
劉 洋（りゅう よう、中国語: 刘 洋、1978年10月6日 - ）は、中華人民共和国のパイロットであり、神舟の宇宙飛行士である。河南省鄭州市で生まれ、2012年6月16日に中国人女性で初めての宇宙飛行を行った。女性として57人目、またアジア人女性宇宙飛行士としては向井千秋、イ・ソヨン、山崎直子以来4人目である。

## キャリア
劉洋は、1997年に中国人民解放軍空軍に入隊し、パイロットとなった。後に少佐に昇進し、飛行部隊の副部隊長になり、1,680時間の飛行を経験した。2010年に任命された15名の女性候補の一人として2年間の宇宙飛行士の訓練を経た後、試験に合格し、もう1人の女性である王亜平とともに宇宙飛行士の候補に選ばれた。
劉は当時33歳で、景海鵬 (46歳・神舟7乗組員)、劉旺 (42歳) とともに天宮1号への最初の有人ドッキングを行う神舟9号の乗組員に選ばれ、中国人女性として初めて宇宙へ行った。神舟9号は、人類初の女性宇宙飛行士ワレンチナ・テレシコワの打上げからちょうど49年後の2012年6月16日に打ち上げられた。このミッションにおいて、劉洋は宇宙医学に関する実験を行った。

## 私生活
劉は、中国共産党の党員で、兄弟姉妹はいないが既婚である。新華社は、以前の当局者の話として、「既婚女性は、肉体的、精神的により成熟している」ため、全ての中国人女性宇宙飛行士には結婚を求めていると伝えた。しかし、中国国家航天局の責任者は、これは推奨ではあるが厳密な制限ではないと否定している。